# Club Disney スーパーダンシン・マニア
クラブ・ディズニー(Club Disney)は、2000年1月21日から同年6月30日にかけて、東京ディズニーランド (TDL)で開催されたスペシャルイベントの名称。開催期間中は、キャッスルフォアコートステージで、スーパーダンシン・マニア(Super Dancin'mania)というステージショーが開催された。

## スーパーダンシン・マニア
スーパーダンシン・マニアは、期間中を3つの「ステージ」に分けて、それぞれで別のショーを開催した、

### ショーの形式
初めに「Club Disney」が流れ、最後に「Super Dancin'mania」が流れる。その間には、各テーマに沿った曲が次々と流れていく。
ステージは、他のスペシャルイベントで設置されたキャッスルフォアステージとは異なり、中央の花壇とシンデレラ城前のステージが通路でつながるような形になっている。観客は、シンデレラ城前のステージと、その他の部分を取り囲むようにしてショーを鑑賞する形になる。また、立ち見で鑑賞する。
ミッキーは、花火の演出とともに登場し、スモークとともに消えていく。また、ステージからはディスコを思わせる照明のような物がClub Disneyのロゴとともに登場した。

### 1stステージ
1stステージは、1月21日から3月17日に開催された。
1990年代をテーマにした『メガ・ビート』。1990年代ディスコで流行った音楽などが中心である。この期間は、ミッキーマウスマーチをユーロビート調にしたダンスを、観客とともに踊った。
使用楽曲
Club Disney
Night Of Fire
Boom,Boom,Boom,Boom
How Gee
Twilight Zone
Stain' alive
5,6,7,8
Macarena
New York City Boy
Fire
Mickey Mouse March (Eurobeat Version)
Super Dancin' Mania
関連商品
CD
- 東京ディズニーランド Club Disney スーパーダンシン・マニア〜メガビート - 2000年1月26日発売

### 2ndステージ
2ndステージは、3月18日から5月7日に開催された。
1970年代、1980年代のディスコミュージックテーマにした『ディスコ・フィーバー』。この期間もミッキーマウス・マーチのパラパラが踊れた。
使用楽曲
Club Disney
Let's Groove
Can't Give You Anything
I Want You Back
Superstition
The Bunp
The Hustle
Do The Bus Stop
Bad Girls
Night Fever
Sky High
Boom Boom Dollar
Y.M.C.A.
Disco Inferno
Super Dancin' Mania
関連商品
CD
- 東京ディズニーランド Club Disney スーパーダンシン・マニア〜ディスコ・フィーバー - 2000年3月29日発売

### 3rdステージ
3rdステージは、5月8日から6月30日に開催された。
1960年代のアメリカの音楽を中心にした『アメリカン・オールディーズ』。
6/9にドナルドのバースデーが行われた際に、ユーロビートアレンジのMacho Dackのパラパラが追加されたが、雨期であったため開催日数が極端に少なくなったものの、期間終了まで観客と踊った。
使用楽曲
Club Disney
Rock Around The Clock
Little Darlin'
Loco-Motion
Surfin'U.S.A.
Let's Twist Again
Vacation
Hound Dog
Long Tall Sally
Da Doo Ron Ron
Mr.Bassman
Johnny B.Goode
At The Hop
Macho Duck (Eurobeat Version) (6/9～) ※オリジナルは、1979年発売のMickey Mouse Disco収録(日本未発売) の楽曲。
Super Dancin' Mania
関連商品
CD
- 東京ディズニーランド Club Disney スーパーダンシン・マニア〜アメリカン・オールディーズ - 2000年5月17日発売 ※Macho Duckは期間途中での追加だったため上記アルバムに含まれず、『～ノンストップ・ベスト』以降に収録されています

## 関連
- フォーエバー Club Disney スーパーダンシン・マニア〜ノンストップ・ベスト - 2000年7月5日発売のCD
- フォーエバー Club Disney スーパーダンシン・マニア〜ザ・パーフェクト・ベスト - 2000年10月4日発売のCD
- 東京ディズニーランド・スペシャルナイト CLUB DISNEY "スーパーダンシン・マニアRemix" - 2007年2月7日〜2月9日にTDLにて開催されたスペシャルイベント。

2007年1月17日に『〜メガビート』『〜ディスコ・フィーバー』『〜アメリカン・オールディーズ』『〜ノンストップ・ベスト』『〜ザ・パーフェクト・ベスト』のCDが再発売されている。

## 東京ディズニーランド・スペシャルナイト CLUB DISNEY "スーパーダンシン・マニアRemix
2007年2月7日〜2月9日の3日間限定で、通常営業終了後に行ったイベントである。2000年に人気を博したスーパーダンシンマニアをシンデレラブレーション時のキャッスルフォアコートステージを使用し開催した。ミッキーマウスマーチも完全復活した。なお、特別キャストも出演した。
使用楽曲

特別出演
- キューティー★マミー （早見優、松本伊代）
- AAA

## ベリー・ベリー・ミニー！
2020年に行われたベリー・ベリー・ミニー！で「Club Disney スーパーダンシン・マニア」のメインテーマやパラパラミッキーの音源が使用された。

## ベイサイドビート
詳しくはこちらを参照